# Anyang, Gyeonggi
Anyang (Hán Việt: An Dưỡng) là thành phố thuộc tỉnh tỉnh Gyeonggi, Hàn Quốc. Thành phố có diện tích km2, dân số là hơn 630.000 người (năm 2008), là thành phố lớn thứ 15 Hàn Quốc. Thành phố có cự ly 25 km về phía nam Seoul và 19 km về phía bắc Suwon. Thành phố có dong (phường).

## Thời tiết

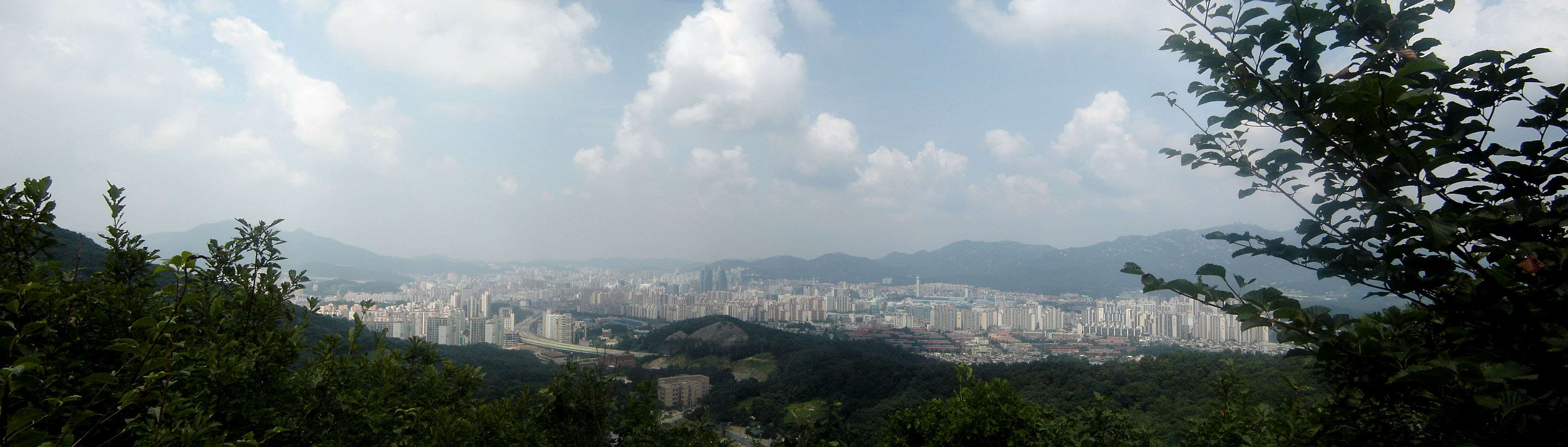
Thành phố Anyang, 2006.

| Dữ liệu khí hậu của Anyang, Hàn Quốc    | Dữ liệu khí hậu của Anyang, Hàn Quốc | Dữ liệu khí hậu của Anyang, Hàn Quốc | Dữ liệu khí hậu của Anyang, Hàn Quốc | Dữ liệu khí hậu của Anyang, Hàn Quốc | Dữ liệu khí hậu của Anyang, Hàn Quốc | Dữ liệu khí hậu của Anyang, Hàn Quốc | Dữ liệu khí hậu của Anyang, Hàn Quốc | Dữ liệu khí hậu của Anyang, Hàn Quốc | Dữ liệu khí hậu của Anyang, Hàn Quốc | Dữ liệu khí hậu của Anyang, Hàn Quốc | Dữ liệu khí hậu của Anyang, Hàn Quốc | Dữ liệu khí hậu của Anyang, Hàn Quốc | Dữ liệu khí hậu của Anyang, Hàn Quốc |
| Tháng                                   | 1                                    | 2                                    | 3                                    | 4                                    | 5                                    | 6                                    | 7                                    | 8                                    | 9                                    | 10                                   | 11                                   | 12                                   | Năm                                  |
| --------------------------------------- | ------------------------------------ | ------------------------------------ | ------------------------------------ | ------------------------------------ | ------------------------------------ | ------------------------------------ | ------------------------------------ | ------------------------------------ | ------------------------------------ | ------------------------------------ | ------------------------------------ | ------------------------------------ | ------------------------------------ |
| Trung bình ngày tối đa °C (°F)          | 2 (36)                               | 5 (41)                               | 10 (50)                              | 18 (64)                              | 23 (73)                              | 27 (81)                              | 29 (84)                              | 30 (86)                              | 26 (79)                              | 20 (68)                              | 12 (54)                              | 5 (41)                               | 17.3 (63.1)                          |
| Tối thiểu trung bình ngày °C (°F)       | −7 (19)                              | −5 (23)                              | 0 (32)                               | 6 (43)                               | 12 (54)                              | 18 (64)                              | 22 (72)                              | 22 (72)                              | 16 (61)                              | 9 (48)                               | 2 (36)                               | −4 (25)                              | 7.6 (45.7)                           |
| Lượng Giáng thủy trung bình mm (inches) | 0 (0)                                | 28 (1.1)                             | 49 (1.9)                             | 105 (4.1)                            | 88 (3.5)                             | 151 (5.9)                            | 383 (15.1)                           | 265 (10.4)                           | 160 (6.3)                            | 48 (1.9)                             | 43 (1.7)                             | 24 (0.9)                             | 1.344 (52.9)                         |
| Nguồn:                                  |                                      |                                      |                                      |                                      |                                      |                                      |                                      |                                      |                                      |                                      |                                      |                                      |                                      |

## Các đơn vị hành chính
Phân cấp hành chính
Anyang có 2 quận hành chính:
- Manan-gu (tạo nên từ 3 vùng) - hộ dân: 100,900
- Dongan-gu (tạo nên từ 3 vùng) - hộ dân: 125,600

### Phân khu
| Bản đồ | #             | Vùng   | Dân số (2007) | Hộ dân | Doanh nghiệp | Diện tích ㎢ | #               | Vùng   | Dân số | Hộ dân | Doanh nghiệp | Diện tích ㎢ |
| ------ | ------------- | ------ | ------------- | ------ | ------------ | ------------ | --------------- | ------ | ------ | ------ | ------------ | ------------ |
|        |               |        |               |        |              |              |                 |        |        |        |              |              |
| 1      | Seoksu-1-dong | 19,239 | 6,827         | 612    | 9.22         | 17           | Bisan-1-dong    | 28,237 | 9,410  | 681    | 1.81         |              |
| 2      | Seoksu-2-dong | 33,305 | 12,325        | 1,950  | 3.43         | 18           | Bisan-2-dong    | 20,042 | 4,048  | 618    | 0.46         |              |
| 3      | Seoksu-3-dong | 11,140 | 4,283         | 493    | 0.7          | 19           | Bisan-3-dong    | 27,018 | 9,863  | 1,074  | 5.56         |              |
| 4      | Bakdal-1-dong | 17,939 | 7,516         | 1,174  | 0.93         | 20           | Dalan-dong      | 13,708 | 5,859  | 670    | 0.44         |              |
| 5      | Bakdal-2-dong | 23,815 | 7,572         | 627    | 6.9          | 21           | Burim-dong      | 27,916 | 10,406 | 1,541  | 0.86         |              |
| 6      | Anyang-1-dong | 18,864 | 6,517         | 2,543  | 0.67         | 22           | Buheung-dong    | 20,042 | 6,825  | 812    | 0.5          |              |
| 7      | Anyang-2-dong | 25,219 | 10,407        | 1,765  | 2.85         | 23           | Pyeongan-dong   | 27,804 | 8,971  | 474    | 0.64         |              |
| 8      | Anyang-3-dong | 19,923 | 7,858         | 1,055  | 1.02         | 24           | Pyeongchon-dong | 16,823 | 5,432  | 963    | 0.82         |              |
| 9      | Anyang-4-dong | 7,235  | 2,997         | 1,653  | 0.31         | 25           | Gwiin-dong      | 18,615 | 5,432  | 1,151  | 0.64         |              |
| 10     | Anyang-5-dong | 15,388 | 6,307         | 979    | 0.5          | 26           | Gwanyang-1-dong | 28,943 | 10,808 | 1,933  | 3.19         |              |
| 11     | Anyang-6-dong | 19,593 | 8,404         | 1,768  | 1.47         | 27           | Gwanyang-2-dong | 17,478 | 7,297  | 2,105  | 1.79         |              |
| 12     | Anyang-7-dong | 16,941 | 6,475         | 1,824  | 1.04         | 28           | Sinchon-dong    | 15,242 | 4,746  | 678    | 0.66         |              |
| 13     | Anyang-8-dong | 13,307 | 5,434         | 821    | 1.09         | 29           | Hogye-1-dong    | 18,287 | 7,450  | 3,176  | 1.03         |              |
| 14     | Anyang-9-dong | 19,661 | 7,204         | 575    | 6.42         | 30           | Hogye-2-dong    | 29,031 | 10,069 | 1,419  | 1.43         |              |
| 15     | Galsan-dong   | 12,415 | 4,102         | 385    | 0.7          | 31           | Hogye-3-dong    | 25,540 | 8,570  | 968    | 0.75         |              |
| 16     | Beomgye-dong  | 17,574 | 5,965         | 1,951  | 0.64         |              |                 |        |        |        |              |              |

| \| Dong \| | *Số liệu dựa trên số liệu đăng ký cư trú được cung cấp bởi các văn phòng chính quyền địa phương. |
| Dong       |                                                                                                  |

## Thành phố kết nghĩa
Trong nước
| Thành phố | Tỉnh              |
| --------- | ----------------- |
| Yeongwol  | Gangwon-do        |
| Goesan    | Chungcheongbuk-do |
| Yesan     | Chungcheongnam-do |
| Jangsu    | Jeolla Bắc        |
| Hampyeong | Jeollanam-do      |
| Ulleung   | Gyeongsangbuk-do  |
| Hadong    | Gyeongsangnam-do  |

Quốc tế
| Thành phố    | Bang               | Quốc gia   | Năm  |
| ------------ | ------------------ | ---------- | ---- |
| Komaki       | Aichi Prefecture   | Nhật Bản   | 1986 |
| Hampton      | Virginia           | Mỹ         | 1989 |
| Garden Grove | California         | Mỹ         | 1989 |
| Weifang      | Shandong           | Trung Quốc | 1995 |
| Ulan-Ude     | Buryatia           | Nga        | 1997 |
| Naucalpan    | State of Mexico    | Mexico     | 1997 |
| Tokorozawa   | Saitama Prefecture | Nhật Bản   | 1998 |
| Sorocaba     | São Paulo          | Brazil     | 1998 |